# Seznam poljskih pevcev resne glasbe
Seznam poljskih pevcev resne glasbe.

## B
- Piotr Beczała

## D
- Zdzisława Donat

## G
- Konstancja Gładkowska

## K
- Jan Kiepura
- Miliza Korjus

## L
- Halina Łukomska

## M
- Ewa Małas-Godlewska

## O
- Wiesław Ochmann
- Alfred Orda

## P
- Ewa Podleś

## S
- Ada Sari

## W
- Tadeusz Wroński

## Z
- Agata Zubel?
- Teresa Żylis-Gara